# Tyler Challenger 2002
Il Tyler Challenger 2002 è stato un torneo di tennis facente parte della categoria ATP Challenger Series nell'ambito dell'ATP Challenger Series 2002. Il torneo si è giocato a Tyler (Texas) negli Stati Uniti dal 28 ottobre al 3 novembre 2002 su campi in cemento.

## Vincitori

### Singolare
Paul Goldstein ha battuto in finale  Mardy Fish con il punteggio di 6(4)–7, 6–4, 6–3

### Doppio
Peter Luczak /  Dmitrij Tursunov hanno battuto in finale  Jason Marshall /  Anthony Ross con il punteggio di 6–1, 6–4